# Спекуляція пшеницею
«Спекуляція пшеницею» (англ. A Corner in Wheat) — американський німий короткометражний художній фільм Девіда Ґріффіта, який вийшов 1909 року.

## Сюжет
Фільм складається з послідовності таких сцен:
1. Великі поля ріллі. Селянин оре, наближаючись до камери.
2. Біля ферми. Селянин прощається з сім'єю і вирушає в місто, щоб продати своє зерно.
3. Біля ферми. Селянин повертається пригнічений; ціни на зерно знову впали (той самий кадр, що і в другій сцені).
4. Спекулянт у себе в конторі дає розпорядження своїм підручним; вони застигли як статуї, але, слухаючи його, поступово пожвавлюються.
5. На біржі агенти спекулянта раптово роздувають ціни на зерно; динамічність цієї сцени контрастує з майже повною нерухомістю попередньої.
6. У конторі. Агенти спекулянта повідомляють йому про вдало проведену біржову махінацію. Один з його суперників намагається покінчити самогубством на його очах.
7. Біля булочної. Господиням доводиться задовольнятися половиною булки, оскільки ціни на борошно вдвічі підвищилися. Безробітним також видають вдвічі менше хліба. Починаються заворушення. Поліція жорстоко розправляється з натовпом.
8. У розкішному салоні спекулянт, святкуючи вдалу біржову спекуляцію, бенкетує з численними гостями.
9. Булочна і натовп безробітних (дуже коротка сцена).
10. Продовження бенкету.
11. Контора спекулянта. Він приймає відвідувачів.
12. Борошномельний завод. Спекулянт показує його своїм відвідувачам. Відставши від гостей, він оступається і падає в зерносховище.
13. Зерносховище. Цівка зерна безперервно сиплеться на спекулянта.
14. Борошномельний завод. Повернулися гості, стурбовані зникненням господаря. Його труп витягують із зернової ями.
15. Великі зорані поля, показані в першій картині. Селянин сіє.